# Carl-Eduard-Kriegskreuz

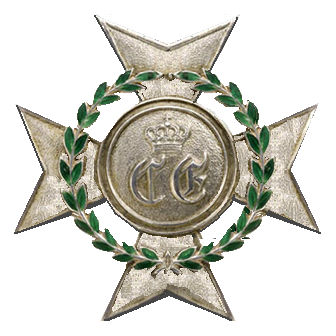
Carl-Eduard-Kriegskreuz

Das Carl-Eduard-Kriegskreuz wurde am 19. Juli 1916 von Carl Eduard von Sachsen-Coburg und Gotha gestiftet und wurde für außergewöhnliche militärische Verdienste im Ersten Weltkrieg verliehen.
Das Ordenszeichen ist ein silbernes Steckkreuz in Form eines Johanniterkreuzes mit einem grünemaillierten Lorbeerkranz. In der Mitte des Kreuzes befindet sich ein großes Medaillon, welches die Initialen des Stifters C E zeigt, die von einer Krone überragt werden.
Insgesamt sind 99 Verleihungen, darunter zwei mit Brillanten, dokumentiert.